# Friedrich Prehn
Johann August Friedrich Prehn (ur. 29 marca 1901 w Hamburgu, zm. 2 stycznia 1985 tamże) – niemiecki lekkoatleta, chodziarz.
Siedmiokrotny medalista mistrzostw kraju w chodzie na 50 kilometrów. Triumfował w 1937, 1939 i 1949, a wicemistrzem zostawał w 1934, 1936, 1940 i 1941.
W 1936 wystartował na igrzyskach olimpijskich w chodzie na 50 km, w którym został zdyskwalifikowany.

## Rekordy życiowe
- chód na 50 kilometrów – 4:34:22 (1937)